# Іна Калдані
Іна Калдані (груз. ინა ქალდანი; нар. 7 серпня 1997) — грузинська паралімпійська дзюдоїстка з вадами зору. Виборола срібну медаль у ваговій категорії до 70 кг серед жінок на літніх Паралімпійських іграх 2020 року в Токіо, Японія.